# 三島由紀夫vs東大全共闘〜50年目の真実〜
『三島由紀夫vs東大全共闘〜50年目の真実〜』（みしまゆきお バーサス とうだいぜんきょうとう ごじゅうねんめのしんじつ）は、2020年（令和2年）3月20日に公開された日本のドキュメンタリー映画。映画宣伝用ポスターの惹句は「圧倒的 熱量を、体感」。

## 内容
東京大学駒場キャンパス900番教室（現・講堂）にて1969年（昭和44年）5月13日に行われた「三島由紀夫と東大全共闘の討論会」の映像を振り返るドキュメンタリー。
テレビ局としては唯一取材していたTBSが撮影していた討論会の映像（TBS緑山スタジオで新たに発見されたフィルム）を高精細映像として復元するとともに、当時の関係者、三島と親交のあった人々、三島を論じる文学者・ジャーナリストに取材したもの。

## キャスト

### 当時の映像（アーカイブ）内
- 三島由紀夫
- 芥正彦（三島と討論する東大全共闘）
- 木村修（三島と討論する東大全共闘）

### 当時についてのインタビュー

#### 関係者
- 芥正彦（元東大全共闘）
- 木村修（元東大全共闘）
- 橋爪大三郎（元東大全共闘）
- 篠原裕（元楯の会一期生）
- 宮澤章友（元楯の会一期生）
- 原昭弘（元楯の会一期生）

#### 討論の場にいた取材人
- 清水寛（元新潮社カメラマン）
- 小川邦雄（元TBS記者）

#### 三島と親交があった人
- 瀬戸内寂聴
- 椎根和（元平凡パンチの編集者）

#### 三島を論じる文化人
- 平野啓一郎
- 内田樹
- 小熊英二

## スタッフ
- 監督：豊島圭介
- 企画プロデュース：平野隆
- プロデューサー：竹内明、刀根鉄太
- 共同プロデューサー：大澤祐樹、星野秀樹、岡田有正
- 助監督：副島正寛
- アシスタントプロデューサー：吉原裕幸、諸井雄一、韮澤享峻
- 撮影：月永雄太
- 録音：小川武
- 編集：村上雅樹
- 音楽：遠藤浩二
- 音楽プロデューサー：溝口大悟
- ナレーション：東出昌大
- 企画協力：小島英人
- 題字：赤松陽構造

## 受賞
- 第45回報知映画賞 特別賞（2020年度）[4]
- 第30回日本映画プロフェッショナル大賞特別賞（2020年度）

## 備考
討論会の様子は映画『ミシマ:ア・ライフ・イン・フォー・チャプターズ』においても、緒形拳によって再現されている。